# Символ на Льожандър
Символът на Льожандър е специална функция в теорията на числата, която се дефинира по следния начин:
- {\displaystyle \left({\frac {a}{p}}\right)=1} ако {\displaystyle a\,} е квадратичен остатък по модул {\displaystyle p\,} и
- {\displaystyle \left({\frac {a}{p}}\right)=-1} в противен случай,

където {\displaystyle p\,} е просто число и {\displaystyle p\nmid a}.
Забележка: За удобство при смятането понякога се добавя и правилото
{\displaystyle \left({\frac {pk}{p}}\right)=0,\quad k=0,\pm 1,...}